# Portierswoning Rusthoek
De voormalige portierswoning van villa Rusthoek  is een gemeentelijk monument aan de Eemnesserweg in Baarn in de provincie Utrecht.
Het dienstgebouw werd in 1907 gebouwd in opdracht van Willem Jiskoot. De linkerhelft van de voorgevel is een klokgevel, gebaseerd op de klokgevels van Villa Rusthoek. De loggia met Dorische zuilen aan de rechterzijde vertoont gelijkenis met het koetshuis van Rusthoek dat verderop staat. Het gebouwtje was zo een soort visitekaartje voor bezoekers geworden.
Toen villa Rusthoek in de Tweede Wereldoorlog was geconfisqueerd door de Duitsers, werd de portierswoning bewoond door de destijdse eigenaar van Rusthoek, Hendricus Johannes van Heuzen.